# Kaleru
Kaleru eller Galeru är i Oceaniens mytologi hos urinvånarna i Kemberley i Australien "den stora regnbågsormen".